# 细齿鲱属
细齿鲱属（学名： Corica）是鲱形目鲱科的一个小属，生存于南亚和东南亚的河流中。本属目前有两种已知的物种。

## 物种
- 曼谷细齿鲱 Corica laciniata Fowler, 1935
- 印度细齿鲱 Corica soborna F.Hamilton, 1822